# Кетура
Кетура (ивр. קטורה‎) — кибуц на юге Израиля относящийся к региональному совету Хевель-Эйлот. Кетура расположен примерно в 16 км к северу от кибуца Йотвата.

## История
Кибуц был основан в 1973 году группой молодых евреев из Америки.
Название кибуца происходит от имени Ктура (Хеттура) — последней жены Авраама.

## Население
По данным Центрального статистического бюро Израиля, население на начало 2020 года составляло 471 человек.

## Виды деятельности
В настоящее время основными видами деятельности кибуца является выращивание фиников на финиковых плантациях в окрестностях кибуца, в кибуце имеется коровник. Имеется предприятие по производству астаксантина из искусственно разводимых морских водорослей. Построена солнечная электростанция на 4.95 мегаватт, которой управляет Энергетическая компания Arava. В 2005 году учёные прорастили найденную на горе Масада косточку финика, возраст которой составлял около 2000 лет. С ноября 2011 года она растет на территории кибуца Кетура.
С 1980-х годов на территории кибуца проходит эксперимент по одомашниванию аргании. В настоящее время посажены 900 деревьев. На территории кибуца действует небольшая мастерская по производству арганового масла . 
Работает небольшая крафтовая пивоварня Serious Brewing.
Расстояние (по прямой):
- До Иерусалима — 202 км
- До Тель-Авива — 236 км
- До Хайфы — 316 км
- До Беэр-Шевы — 145 км